# Steve Harvey
Broderick Stephen Harvey (ur. 17 stycznia 1957 w Welch, WV) – amerykański prezenter telewizyjny, komik, aktor, autor książek, mówca motywacyjny i biznesmen.

## Dzieciństwo
Broderick Stephen Harvey urodził się 17 stycznia 1957 roku w miejscowości Welch w stanie Wirginia Zachodnia. Jego ojciec, Jesse Harvey był górnikiem. Swoje pierwsze imię, Broderick, otrzymał na cześć Brodericka Crawforda, aktora znanego z serialu Highway Patrol. Jego rodzina przeniosła się do miasta Cleveland w stanie Ohio na ulicę East 112th Street, której nazwa w 2015 roku została zmieniona na Steve Harvey Way. W 1974 roku ukończył szkołę średnią Glenville High School i następnie uczęszczał na Uniwersytet Kent State i Uniwersytet Wirginii Zachodniej.

## Kariera

### Początki
Steve Harvey pracował jako agent ubezpieczeniowy, sprzątacz, listonosz, autoworker oraz bokser. Jego pierwszy stand-up miał miejsce 8 października 1985 roku w Hilarities Comedy Club w Ohio. W latach 80. przez trzy lata był bezdomny – spał w swoim samochodzie, kiedy nie starczało mu pieniędzy na wynajęcie pokoju hotelowego, brał prysznic na stacjach paliw lub w hotelowych basenach. W międzyczasie Rich i Becky Liss pomogli mu, zatrudniając go jako sprzątacza w biurze podróży.

### 1990–2009: Droga do telewizji i aktorstwa
Steve Harvey był finalistą Second Annual Johnnie Walker National Comedy Search 16 kwietnia 1990 roku, co ostatecznie poskutkowało wybraniem go gospodarzem programu It's Showtime in Apollo, zastępując Marka Curry'ego. Jego sukces jako komika stand-upera doprowadził go do głównej roli w programie Me and the Boys emitowanym przez stację ABC. Później występował w programie The Steve Harvey Show, nadawanym w latach 1996-2002. Chociaż program był popularny wśród społeczności afroamerykańskiej, nie zdobył szerszego uznania krytyków.
W 1997 roku Harvey kontynuował swoją pracę w stand-upie, występując na trasie Kings of Comedy wraz z takimi komikami jak Cedric the Entertainer, Bernie Mac i D.L. Hughley. Trasa stała się najbardziej dochodową trasą komediową w historii, zarabiając 18 milionów dolarów w pierwszym roku i 19 milionów dolarów w drugim. Na podstawie występów podczas trasy, Spike Lee stworzył film zatytułowany The Original Kings of Comedy. Tytuł ten był również używany jako nazwa jego komedii i serialu telewizyjnego (później przemianowanego na Steve Harvey's Big Time Challenge), który był emitowany w latach 2003-2005 przez The WB.
Steve Harvey jest gospodarzem The Steve Harvey Morning Show, porannego programu radiowego, który prowadzi od 2000 roku. Pierwotnie był nadawany przez Radio One Inc. od września 2000 do maja 2005. Od 2019 roku program jest nadawany w Stanach Zjednoczonych.
Wystąpił w filmie Wojna pokus z 2003 roku u boku Cuby Goodinga Jr. i Beyoncé Knowles. W tym samym roku zagrał rolę Clarence'a Johnsona w filmie Miłość jest za darmo. W 2005 roku pokładał głos Buzzowi w filmie Zebra z klasą.
W 2006 roku Harvey wydał specjalny stand-up Steve Harvey: Don't Trip...He Ain't Through with Me Yet. Od 2008 roku Harvey jest partnerem Disney Dreamers Academy parku rozrywki Walt Disney World Resort w Lake Buena Vista na Florydzie.
W 2009 roku wydał książkę Act Like a Lady, Think Like a Man, która opowiada o tym, jak mężczyźni traktują kobiety i związki partnerskie. Na jej podstawie powstał film Think Like a Man z 2012 roku – komedia romantyczna przedstawiająca postacie korzystające z porad dotyczących randkowania z książki. Wersja w twardej oprawie była przez 64 tygodnie na liście bestsellerów magazynu New York Times, z czego przez 23 tygodnie znajdowała się na pierwszym miejscu.

### 2010–2016:Family Feudi inne przedsięwzięcia
Od września 2010 Steve Harvey jest gospodarzem programu Family Feud (w Polsce odpowiednikiem jest Familiada) i jest rekordzistą pod względem długości stażu spośród wszystkich poprzednich prowadzących. Od tamtego momentu, program zyskał większą oglądalność i przychylniejsze opinie krytyków. Jest również gospodarzem Celebrity Family Feud, gdzie gośćmi są znani celebryci, którzy walczą o 25 000 dolarów. Pieniądze te przekazują na wybrany przez siebie cel charytatywny. Oba formaty transmituje stacja ABC.
2 sierpnia 2012 roku Harvey wystąpił po raz ostatni w MGM Grand w Las Vegas, kończąc 27-letnią karierę komika stand-upowego. Dwugodzinny występ był transmitowany na żywo w systemie Pay-Per-View. „Droga do tego finałowego pokazu była niesamowitą podróżą, robiąc stan-up przez ostatnie 27 lat nie mogę wystarczająco podziękować fanom po refleksji nad tymi wszystkimi latami na scenie” – powiedział. W tym samym roku zadebiutował w talk-show Steve Harvey w NBC Tower w Chicago, produkowanym przez Endemol w latach 2012-2017.
W 2013 roku został pierwszym podwójnym gospodarzem nominowanym do nagrody Daytime Emmy, otrzymując nominacje dla najlepszego gospodarza talk-show i dla najlepszego gospodarza teleturnieju. Został również uhonorowany gwiazdą w Hollywood Walk of Fame. W następnym roku Harvey uruchomił nowy serwis randkowy o nazwie Delightful. Jest to wspólne przedsięwzięcie z IAC, w ramach którego Harvey dostarcza artykuły i filmy do serwisu.
W grudniu 2015 roku był gospodarzem Miss Universe 2015 w Las Vegas. Pierwotnie ogłosił, że Miss Universe została kandydatka z Kolumbii Ariadna Gutiérrez. Po przekazaniu korony przez ustępującą z funkcji Kolumbijkę Paulinę Vegę swojej rodaczce, Steve Harvey zauważył, że źle odczytał wyniki i po przeproszeniu za zaistniały błąd ogłosił, że Kolumbia została I Wicemiss, zaś tytuł Miss Universe 2015 należy do Miss Filipin, Pii Wurtzbach. Po zakończeniu konkursu, jeszcze raz przeprosił Wurtzbach, a później za pośrednictwem swojego konta na Twitterze wystosował przeprosiny do obu zawodniczek. Był również gospodarzem wyborów Miss Universe 2016 na Filipinach 30 stycznia 2017 r., mówiąc Miss Universe Organization, że chce osobiście przeprosić Filipińczyków za incydent, który wydarzył się podczas ostatniego konkursu. Powrócił jako gospodarz wyborów Miss Universe 2017 w Las Vegas 26 listopada 2017 r., Miss Universe 2018 w Tajlandii 17 grudnia 2018 roku i Miss Universe 2019 w Atlancie 8 grudnia 2019 roku.
W styczniu 2016 roku Harvey wygłosił przemówienie do członków publiczności po nagraniu odcinka Family Feud. Tematem przemówienia było, aby ludzie poznali umiejętności, z którymi się urodzili. Odniósł się do objęcia darami skokiem z urwiska i poleganiem na spadochronie (darach), które mogą pomóc. Przemówienie było motywacją do publikacji książki Leap: Take the Leap of Faith to Achieve Your Life of Abundance, wydanej w 2016 r.
W październiku 2016 roku ogłoszono, że Steve Harvey będzie gospodarzem dwóch programów Showtime at the Apollo dla telewizji Fox. W listopadzie 2016 r. talk show Steve Harvey został odwołany i ogłoszono, że prowadzący zawarł umowę z IMG na produkcję nowego talk show w Los Angeles z NBCUniversal. Nowa formuła pt. Steve, miała swoją premierę we wrześniu 2017 r. i została bardziej skoncentrowana na celebrytów i komedię, z większą kontrolą twórczą sprawowaną przez Harveya, w przeciwieństwie do wcześniejszego programu, który skupiał się na tematach ludzkich. Aby ułatwić przedsięwzięcie, produkcje talk-show i Family Feud zostały przeniesione do Los Angeles.
Jest współtwórcą serialu Little Big Shots, zapoczątkowanego w 2016 roku, którego producentem wykonawczym był on i Ellen DeGeneres. W serialu dzieci demonstrują swoje talenty. Steve był gospodarzem do 2019 roku.

### 2017–teraz: Steve Harvey Global
W 2017 roku Steve Harvey założył przedsiębiorstwo Steve Harvey Global, które skupia wszystkie jego przedsięwzięcia. Jedną z marek pod kierownictwem SHG jest East One Twelve, wewnętrzna firma produkcyjna, która jest wykorzystywana do opracowywania treści cyfrowych, filmów i telewizji. Firma jest również właścicielem praw do międzynarodowych wersji Family Feud, czego efektem jest Family Feud Africa, czyli lokalna wersja nadawana w Republice Południowej Afryki, której gospodarzem jest sam Steve Harvey. W 2017 roku uruchomił także Sand and Soul Festival. Wydarzenie odbywa się co roku i obejmuje muzykę na żywo, komedię oraz sesję pytań i odpowiedzi z nim i jego żoną Marjorie. Założył także Harvey Events, firmę zajmującą się wydarzeniami specjalnymi, której przewodzą jego córka Morgan Hawthorne i zięć Kareem Hawthorne.
W 2017 r. Harvey zaczął organizować sylwester z Times Square dla stacji Fox (który, podobnie jak jego talk show, byłby produkowany we współpracy z IMG).
Pod koniec 2018 roku ogłoszono, że Steve Harvey będzie gospodarzem 8. edycji NFL Honors. Steve wyznał, że już od dłuższego czasu chciał być gospodarzem, mówiąc "Czemu tak długo zajęło wam poproszenie mnie o poprowadzenie programu?". W następnym sezonie również był gospodarzem rozdań nagród NFL Honors.
W 2019 roku Harvey ogłosił uruchomienie centrum edukacyjnego Vault. Przemawiał także na pierwszej konferencji, która odbyła się w Los Angeles. Zainwestował także w przejęcie HDNet wraz z Anthem Sports & Entertainment.

## Kontrowersje

### Polityka
W styczniu 2017 r. Harvey spotkał się z głośną reakcją niektórych członków społeczności afroamerykańskiej na decyzję o spotkaniu z ówczesnym prezydentem elektem Donaldem Trumpem. Bronił swojej decyzji, twierdząc, że pomoże to wywołać pozytywne zmiany.

### Oskarżenia o rasizm
W styczniu 2017 roku Steve Harvey w swoim programie Steve Harvey żartował na temat azjatyckich mężczyzn, wyśmiewając pomysł, że każda biała lub czarna kobieta chciałaby się z nimi umówić. "Przepraszam, lubisz Azjatów?" powiedział: „Nie, dziękuję”. Następnie dodał: „Nawet nie lubię chińskiego jedzenia”. Słowa te spotkały się z krytyką ze strony Amerykanów pochodzenia azjatyckiego, w tym polityków z Nowego Jorku. Autor książek i kucharz, Eddie Huang zauważył hipokryzję Harveya, mówiąc o problemach stojących przed czarną społecznością podczas oczerniania Azjatów. Harvey przeprosił w swoim talk show i na Twitterze, mówiąc: „Składam najszczersze przeprosiny za obrażanie kogokolwiek, szczególnie członków społeczności azjatyckiej. Nie było to moim zamiarem, a humor nie był w żaden sposób oznaczony złością lub brakiem szacunku”. Jednakże, również wcześniej powiedział: „Nie śmiałem się tak bardzo przez ostatnie kilka dni. Oni trochę biją mnie teraz w Internecie bez powodu. Ale wiesz, takie jest życie, co nie?”.

### Komentarz na temat kryzysu wody we Flint
Po przegranej Cleveland Cavaliers z Golden State Warriors w meczu NBA, Steve Harvey, który jest fanem Cavaliers, powiedział do osoby z Flint w stanie Michigan: „Idź i napij się szklanki dobrej, brązowej wody!" w związku z kryzysem wodny w tym mieście. Żart został skrytykowany m.in. przez Amariyanna Copenę i burmistrz Flint Karen Weaver, którzy zażądali publicznych przeprosin. Harvey odpowiedział: „Rozmawialiśmy o bzdurach o naszych drużynach i miastach. Po prostu bzdury na temat sportu. Zrobiłem dowcip skierowany do niego, ponieważ pochodzi z Flint, miasta, które darzę wielkim uczuciem i szacunkiem. Tak bardzo, że poświęciłem całą godzinę podczas mojego dziennego talk show na podnoszenie świadomości na temat kryzysu wodnego Flint. Rozmówca roześmiał się, ponieważ mój żart był idealny w kontekście sytuacji”.

## Filantropia
Steve Harvey jest założycielem Steve & Marjorie Harvey Foundation, która świadczy usługi informacyjne dla młodzieży. Fundacja organizuje coroczny obóz dla dzieci bez ojców, a także współpracuje z Kent State University w celu zapewnienia stypendiów dla szkoły. Jest również partnerem Walt Disney World Resort and Essence dla Disney Dreamers Academy, corocznych warsztatów w Walt Disney World dla 100 studentów.

## Życie prywatne
Steve Harvey był trzykrotnie żonaty i ma siedmioro dzieci (czworo biologicznych i troje przybranych). Z pierwszego małżeństwa z Marcią Harvey ma dwie córki (bliźniaczki Brandi i Karli) i jednego syna (Brodericka Harveya Jr.). Z drugiego małżeństwa, z Mary Shackelford, ma syna o imieniu Wynton. Para rozwiodła się w listopadzie 2005 roku. W 2011 roku sędzia Sądu Okręgowego w hrabstwie Collin w Teksasie Robert Dry wyraził zaniepokojenie, że Mary Harvey rozpowszechnia fałszywe informacje o rozwodzie, a sędzia zasugerował, że nie została pozbawiona środków do życia.
W czerwcu 2007 roku poślubił Marjorie Bridges, która, jak mówi, jest odpowiedzialna za uczynienie go lepszym człowiekiem i zmieniła jego życie. Marjorie Harvey jest matką trojga dzieci (Morgan, Jason i Lori), które Steve adoptował. Steve i Marjorie mają pięcioro wnucząt.
Steve Harvey jest chrześcijaninem i swój sukces przypisuje wierze w Boga. Ze względu na problemy zdrowotne, stosował dietę wegańską, którą przedstawił w programie telewizyjnym.